# Zé Américo
José Américo Niccolini, mais conhecido como Zé Américo (São Paulo, 15 de junho de 1967), é um empresário, administrador, humorista, redator, dublador, ator, radialista, locutor, apresentador e assessor parlamentar brasileiro.

## Biografia

### Formação acadêmica e início na carreira
Zé Américo é técnico em administração pelo Colégio Objetivo, graduado em administração de empresas pela Universidade de São Paulo e pós-graduado pela Universidade de Sorbonne francesa.
Iniciou sua carreira artística no rádio, onde atuou em muitas rádios, incluindo Jovem Pan, Transamérica, Nativa FM, Record FM, Transcontinental FM, Educadora FM, entre outras. Também teve breve passagem pela equipe do programa humorístico Show de Rádio, ao lado de Oscar Pardini e Ivan de Oliveira, programa que satirizava jogos de futebol. Antes do Café com Bobagem, participava de inúmeros programas de rádio e de televisão e também trabalhou na rádio Jovem Pan FM como locutor.
Foi um dos fundadores do grupo Café com Bobagem em 1989.

### Nos palcos
Criou e dirigiu por mais de 20 anos peças teatrais do Café com Bobagem com diversas montagens e apresentações por vários estados do país e pelo exterior.

### Mais tarde na televisão
Atuou em programas de televisão como Agildo no País das Maravilhas, Veja o Gordo, A Praça É Nossa, Domingo Legal e Domingão do Faustão. Também teve o seu próprio programa de auditório no SBT, que levou o nome de Você Se Lembra?, no qual recebia convidados como Datena, Roberto Justus, Ratinho, Eliana, dentre muitos outros alcançando ótimos números no IBOPE.
Atualmente, apresenta o programa Conexão com Zé Américo, na CNT, em rede nacional no canal 27 digital em São Paulo e pela NET canal 186, todas as quartas-feiras ás 23hs, surpreendendo a emissora com audiência acima da grade em importantes praças como São Paulo, Curitiba, Rio de Janeiro e Salvador.

#### Trabalhos
| Ano            | Título                        | Papel                          | Emissora   |
| -------------- | ----------------------------- | ------------------------------ | ---------- |
| 1986           | Agildo no País das Maravilhas | Vários Personagens (voz)       | Band       |
| 1988           | Veja o Gordo                  |                                | SBT        |
| 1990 -presente | A Praça É Nossa               | Vários Personagens             | SBT        |
| 1996 - 1999    | Domingão do Faustão           | Integrante do Café Com Bobagem | Rede Globo |
| 2002           | Domingo Legal                 | Integrante do Café Com Bobagem | SBT        |
| 2009           | Você Se Lembra?               | Apresentador                   | SBT        |
| 2011           | 30 Anos de Chaves             | Quico                          | SBT        |
| 2011           | Você Tem Que Ver              | Apresentador                   | SBT        |
| 2016 - 2022    | Conexão com Zé Américo        | Apresentador                   | CNT        |
| 2022           | Nóis na Firma                 | Valdecir                       | Band       |

### Como assessor parlamentar
Foi co-responsável, junto com Ivan de Oliveira, pela confecção do roteiro da propaganda eleitoral gratuita do humorista Tiririca, eleito deputado federal por São Paulo em 2010 com uma estrondosa votação de mais de 1 milhão e 300 mil votos.
Em março de 2011, Tiririca contratou-o como secretário parlamentar em São Paulo.